# Rijksweg 6
Rijksweg A6 is een Nederlandse rijksweg en autosnelweg. De A6 loopt van knooppunt Muiderberg (A1) via Almere, Lelystad, Emmeloord en Lemmer naar knooppunt Joure (A7) bij Joure. De weg vormt een belangrijke verbinding tussen Amsterdam en Noord-Nederland. Met de voltooiing van de A27 bij Almere zijn Flevoland en het noorden van Nederland beter bereikbaar geworden voor automobilisten vanuit vooral de zuidelijke Randstad.
Er liggen twee beweegbare bruggen in de A6 die in de zomer voor enige vertraging kunnen zorgen. Het gaat om de Ketelbrug, in Flevoland, over het Ketelmeer en de Friese Scharsterrijnbrug.

## Geschiedenis

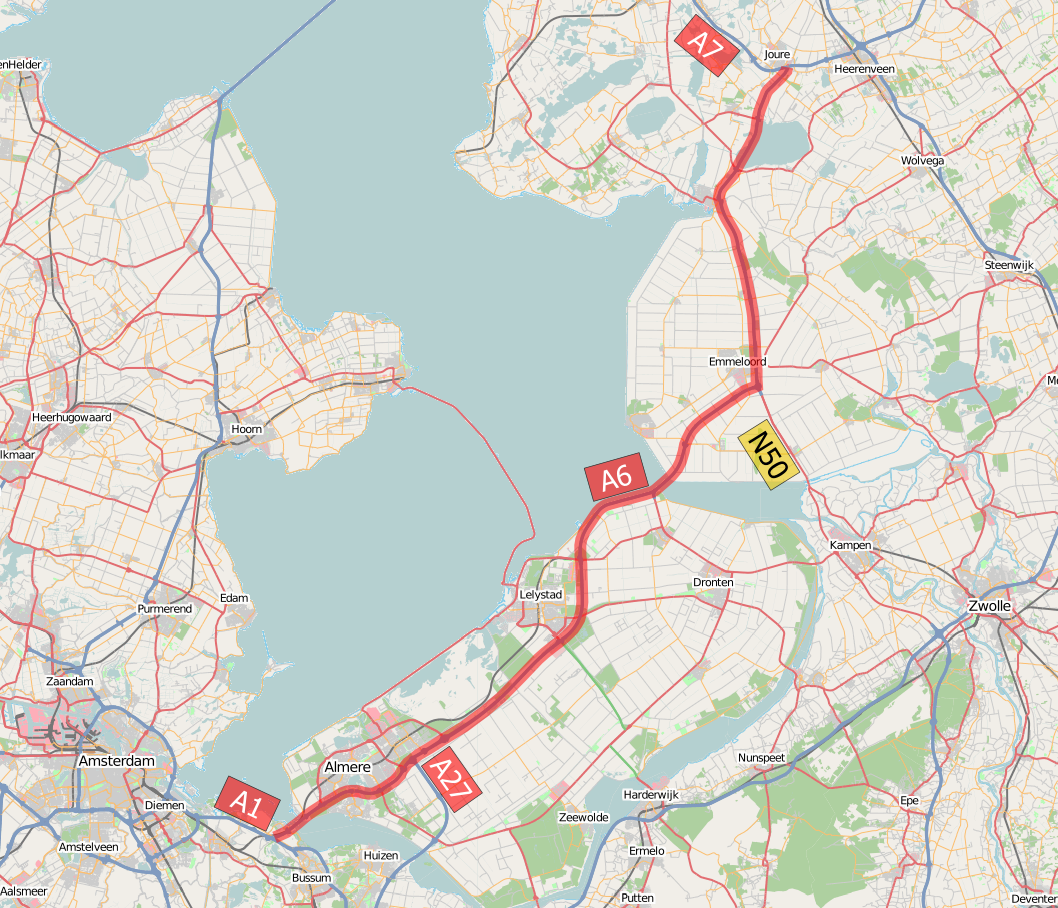
Rijksweg 6

Voorheen was het wegdeel tussen knooppunt Emmeloord en knooppunt Joure onderdeel van Rijksweg 50 (A50), in juni 1994 is dit gedeelte deel geworden van Rijksweg 6. Het feit dat de A6 vanuit noordelijke richting bij knooppunt Emmeloord rechtdoor overgaat in de N50, en het verkeer dat de A6 verder wil volgen moet afslaan, getuigt hier nog van.
Oorspronkelijk was het plan dat de A6 vanaf Emmeloord door zou lopen via Wolvega, Oosterwolde en Roden naar Groningen, maar dit traject werd in 1977 geschrapt.
Tot 14 oktober 2017 eindigde de A6 bij Joure op een verkeersplein. In 2015 werd gestart met de bouw tot een volledig knooppunt, waarbij het gelijkvloerse verkeersplein kwam te vervallen. Op 13 en 14 oktober 2017 werd het nieuwe knooppunt stap voor stap geopend waardoor het verkeersplein kwam te vervallen.

## Aantal rijstroken
| Traject                                             | Aantal rijstroken | Maximumsnelheid                                                                        |
| --------------------------------------------------- | ----------------- | -------------------------------------------------------------------------------------- |
| Knooppunt Muiderberg - afrit Almere-Poort           | 4+2+4             | 100 km/h                                                                               |
| afrit Almere-Poort - Knooppunt Gooimeer             | 4+2+2+2+4         | 100 km/h                                                                               |
| Knooppunt Gooimeer - afrit Almere-Stedenwijk        | 2+2+3+2           | 100 km/h                                                                               |
| afrit Almere-Stedenwijk - afrit Almere-Oostvaarders | 4×2               | 120 km/h* (parallelrijbaan: 100 km/h)                                                  |
| afrit Almere-Oostvaarders - afrit Lelystad-Noord    | 2×2               | 130 km/h*                                                                              |
| afrit Lelystad-Noord - afrit Swifterbant            | 2×2               | 130 km/h                                                                               |
| afrit Swifterbant - Knooppunt Emmeloord             | 2×2               | 130 km/h* (m.u.v. de Ketelbrug (richting Joure) en rond Knooppunt Emmeloord: 100 km/h) |
| Knooppunt Emmeloord - Knooppunt Joure               | 2×2               | 130 km/h*                                                                              |
| * maximumsnelheid tussen 6-19h: 100 km/h            |                   |                                                                                        |

## Wegenproject Schiphol-Amsterdam-Almere
Minister Peijs (kabinet-Balkenende III) was aanvankelijk van plan om de A6 te verbinden met de A9 door middel van een tunnel langs het Naardermeer tussen knooppunt Holendrecht en knooppunt Muiderberg. Grote maatschappelijke weerstand tegen deze verbinding deed het kabinet besluiten te kiezen voor het stroomlijnalternatief.
Het stroomlijnalternatief omvat een verbreding van ten minste de A6, de A1 en de A10. Over een verbreding van de A9 is overleg met de regio gestart. Een sleutelfactor was of de rijksoverheid de gemeente Amsterdam weet te bewegen om financieel bij te dragen aan de verbreding van de A9. Met de verbredingen moeten de fileproblemen op het traject Schiphol-Amsterdam-Almere worden verminderd. Op 19 oktober 2007 heeft de raad van Almere unaniem besloten de verdere onderhandelingen met het rijk over groei met 60.000 woningen op te schorten wegens het achterblijven van een kabinetsbesluit dat perspectief biedt op het oplossen van de fileproblemen tussen Almere en Amsterdam/Schiphol. In 2013 werd gestart met de wegverbreding, die opgedeeld werd in twee delen, namelijk Muiderberg - Stedenwijk en Stedenwijk - Oostvaarders.

### Muiderberg - Almere-Stedenwijk
Op 4 december 2013 werd gestart met de wegverbreding van de A6 tussen knooppunt Muiderberg en de Havendreef (Almere-Stedenwijk). Door de verbreding werd naast de bestaande Hollandse Brug een nieuwe tweede brug gebouwd. De aansluiting Almere Stad-West werd omgebouwd tot knooppunt Gooimeer. Daarnaast werd de wisselstrook in de A1 werd verlengd over de A6 tot voorbij knooppunt Gooimeer. De snelweg ging van 2x3 rijstroken tussen Muiderberg en Almere-Stad naar 2x4 rijstroken, plus een wisselbaan met 2 rijstroken. De tweede Hollandse Brug werd op 28 november 2015 in gebruikgenomen, zodat de oude Hollandse Brug omgebouwd kon worden. In 2016 werd de verbreding tussen Muiderberg en Almere-Stad afgerond en op 4 oktober 2017 werd de wisselbaan geopend.

### Almere-Stedenwijk - Almere-Oostvaarders
De A6 tussen Almere Poort en Almere Oostvaarders werd verbreed van 2 rijstroken per richting naar een parallelstructuur met 4 rijstroken per richting (per rijbaan 2 rijstroken). Daarnaast werd ook aansluiting Almere-Haven volledig aangepast, deels ook door de komst van de Floriade 2022. Voor deze Floriade werd bovendien over de A6 een kabelbaan gebouwd. De werkzaamheden voor dit gedeelte werden op 16 februari 2017 gestart. Op 12 november 2018 werd de parallelstructuur richting Lelystad geopend en op 1 juli 2019 volgde parallelstructuur richting Muiderberg, waardoor de verbreding van de A6 (op afrondende werkzaamheden na) een jaar eerder klaar was dan gepland.

## Naamswijzigingen aansluiting
Door de ontwikkeling van Almere, wegverbredingen en nieuwe bewegwijzering kregen diverse aansluitingen een nieuwe naam. De volgende wijzigingen werden doorgevoerd:
| Nr. | Oude naam                | Nieuwe naam           | Opmerking                                                           |
| --- | ------------------------ | --------------------- | ------------------------------------------------------------------- |
| 2   | Almeerderzand            | Almere-Poort          |                                                                     |
| 3   | Almere Stad-West         | knooppunt Gooimeer    | Omgebouwd tot knooppunt, nummer voor andere aansluiting hergebruikt |
| 6   | Almere Buiten-West       | Almere-Buiten         |                                                                     |
| 7   | Almere Buiten            | Almere-Regenboogbuurt | Wordt op een later moment nogmaals hernoemd naar Almere-Oosterwold  |
| 8   | Almere Buiten-Oost       | Almere-Oostvaarders   |                                                                     |
| 14  | Emmeloord                | Emmeloord-West        |                                                                     |
| 15  | Industrieterrein De Munt | Emmeloord             |                                                                     |

## Verkeersintensiteiten
Onderstaande intensiteiten gelden na de betreffende aansluiting.
| Locatie                         | 2006    |
| ------------------------------- | ------- |
| Knooppunt Muiderberg            | 97.000  |
| Muiderberg                      | 100.000 |
| Almere Poort (Hernoemd in 2010) | 84.000  |
| Almere Stad-West                | 66.000  |
| Almere Haven                    | 69.000  |
| Almere Stad                     | 56.000  |
| Almere Buiten-West              | 55.000  |
| Knooppunt Almere                | 57.000  |
| Almere Buiten                   | 57.000  |
| Almere Buiten-Oost              | 58.000  |
| Lelystad                        | 39.000  |
| Lelystad Noord                  | 39.000  |
| Swifterbant                     | 42.000  |
| Urk                             | 38.000  |
| Emmeloord-West                  | 30.000  |
| Knooppunt Emmeloord             | 40.000  |
| Emmeloord                       | 36.000  |
| Bant                            | 33.000  |
| Lemmer                          | 36.000  |
| Oosterzee                       | 36.000  |
| St. Nicolaasga                  | 34.000  |

## Buslijnen die op de A6 komen
| Lijn                   | Route | Traject A6                                                         |
| ---------------------- | --- | ------------------------------------------------------------------ |
| 146 (EBS)              | Station Dronten - Swifterbant - Nagele - Emmeloord - Luttelgeest - Kuinre                                         | Afrit 12 Swifterbant - afrit 13 Urk                                |
| 214 (EBS)              | Station Lelystad Centrum - Nagele - Emmeloord - Marknesse - Blokzijl - Wetering - Scheerwolde - Station Steenwijk | Afrit 11 Lelystad-Noord - afrit 14 Emmeloord-West                  |
| 218 (EBS)              | Station Lelystad Centrum - Nagele - Urk                                                                           | Afrit 11 Lelystad-Noord - afrit 13 Urk                             |
| 315 (Qbuzz)            | Emmeloord Busstation - Bant - Lemmer - Joure - Heerenveen - Groningen Hoofdstation                                | Afrit 16 Bant - afrit 17 Lemmer, afrit 17 Lemmer - knooppunt Joure |
| 327 (Keolis Nederland) | Almere Haven - ’t Oor - Muiden P+R Terrein - Amsterdam Amstelstation                                              | Knooppunt Muiderberg - afrit 4 Almere-Haven                        |
| 330 (Keolis Nederland) | Almere Buiten - Sallandsekant - ’t Oor - Muiden P+R Terrein - Amsterdam Bijlmer ArenA                             | Knooppunt Muiderberg - afrit 4 Almere-Haven                        |
| N23 (Keolis Nederland) | Station Almere Centrum - Filmwijk - ’t Oor - Muiden P+R Terrein - Station Amsterdam Centraal                      | Knooppunt Muiderberg - afrit 4 Almere-Haven                        |

## Trivia
- De A6 doorkruist tussen Oosterzee en St. Nicolaasga het Tjeukemeer.
- De afrit Swifterbant, nabij de Ketelbrug, is een zogenaamde halve aansluiting. Alleen verkeer vanuit en naar Emmeloord kan hier de snelweg verlaten of oprijden.
- De hectometering op de A6 naar Joure verspringt van 112,4 naar 279,6 bij Emmeloord. De hectometering op de A6 naar Muiderberg verspringt van 278,9 naar 111,1 bij Emmeloord. Deze hectometering is overgenomen uit de tijd dat dit stuk nog A50 was.
- De hectometering op de A6 verspringt van 80,0 naar 76,9 ten noorden van Almere. Dit is in beide richtingen het geval.
- De 100 km/h snelheid voor de Ketelbrug geldt alleen richting Joure. Richting Muiderberg is een breedtebeperking van toepassing op de linker rijstrook die begint ter hoogte van kilometer 100,0. De aanduiding 'einde alle verboden' die aan de zuidkant van de Ketelbrug staat is ook van toepassing op de breedtebeperking en heeft in de richting van Muiderberg niets met snelheid te maken. Op dit moment geldt er een snelheidsbeperking bij nat wegdek waardoor de aanduiding 'einde alle verboden' een verband heeft met snelheid.

## Kunstobjecten langs de A6
| Naam                                   | Kunstenaar       | Jaar      | Materiaal                 | t.h.v.                                | Google street view     |
| -------------------------------------- | ---------------- | --------- | ------------------------- | ------------------------------------- | ---------------------- |
| Energienaald                           | Jan van Munster  | 1985      | Cortenstaal, neon         | afrit Almere Haven                    |                        |
| Olifanten van Almere                   | Tom Claassen     | 1999/2000 | Staal, tempex, spuitbeton | Knooppunt Almere                      | http://g.co/maps/cb9fr |
| Tong van Lucifer                       | Ruud van de Wint | 2011      | Staal, koperdraad         | Knardijk                              |                        |
| Monument Noordoostpolder (Ketelhuisje) | Koopman & Bolink | 1993      | Baksteen, aluminium       | bij Ketelbrug                         |                        |
| Boothuis                               | Koopman & Bolink | 2010      | Cortenstaal               | Noordoostpolder nabij de afrit Lemmer |                        |

## Foto's

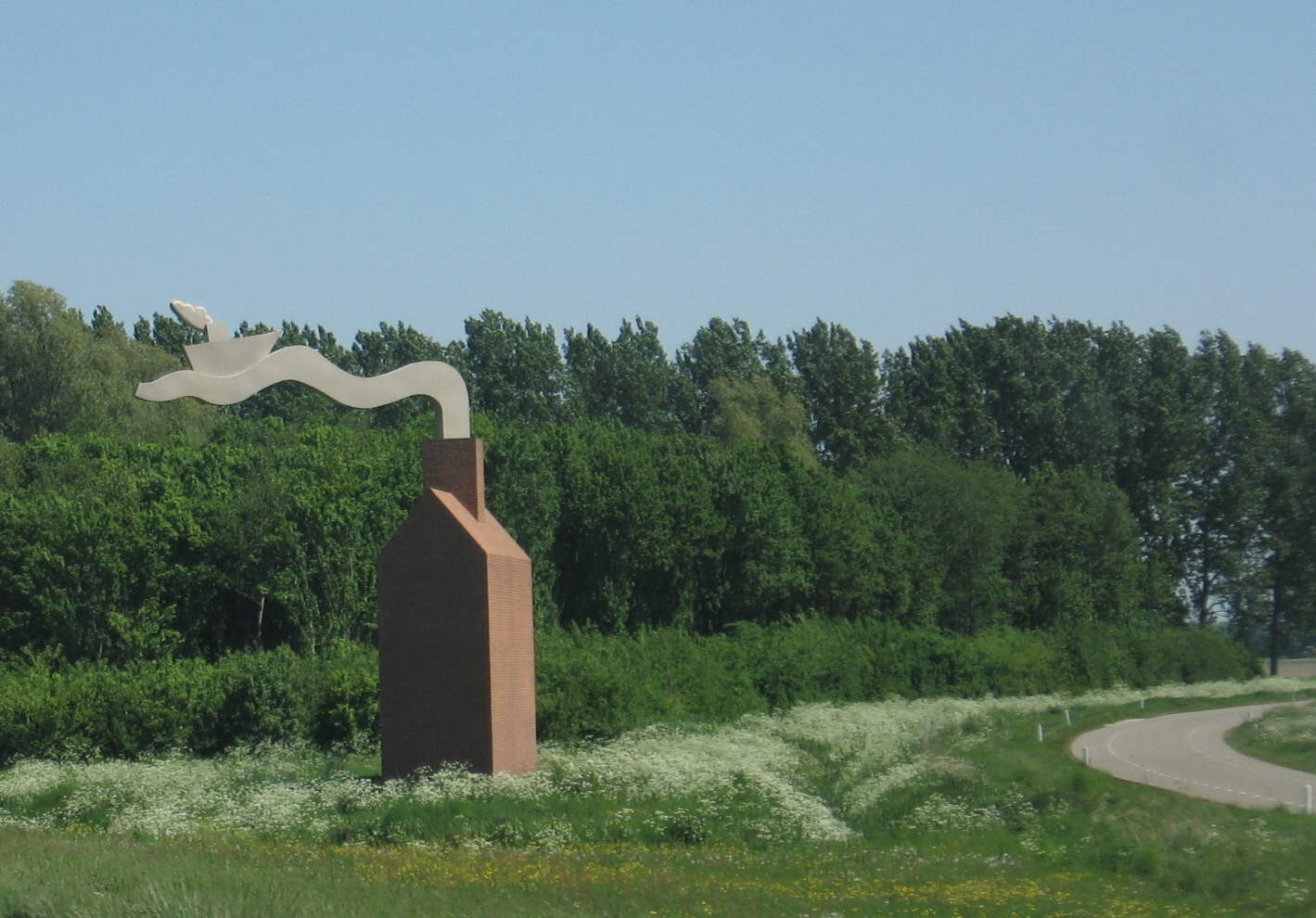
Monument Noordoostpolder net na de Ketelbrug in de Noordoostpolder
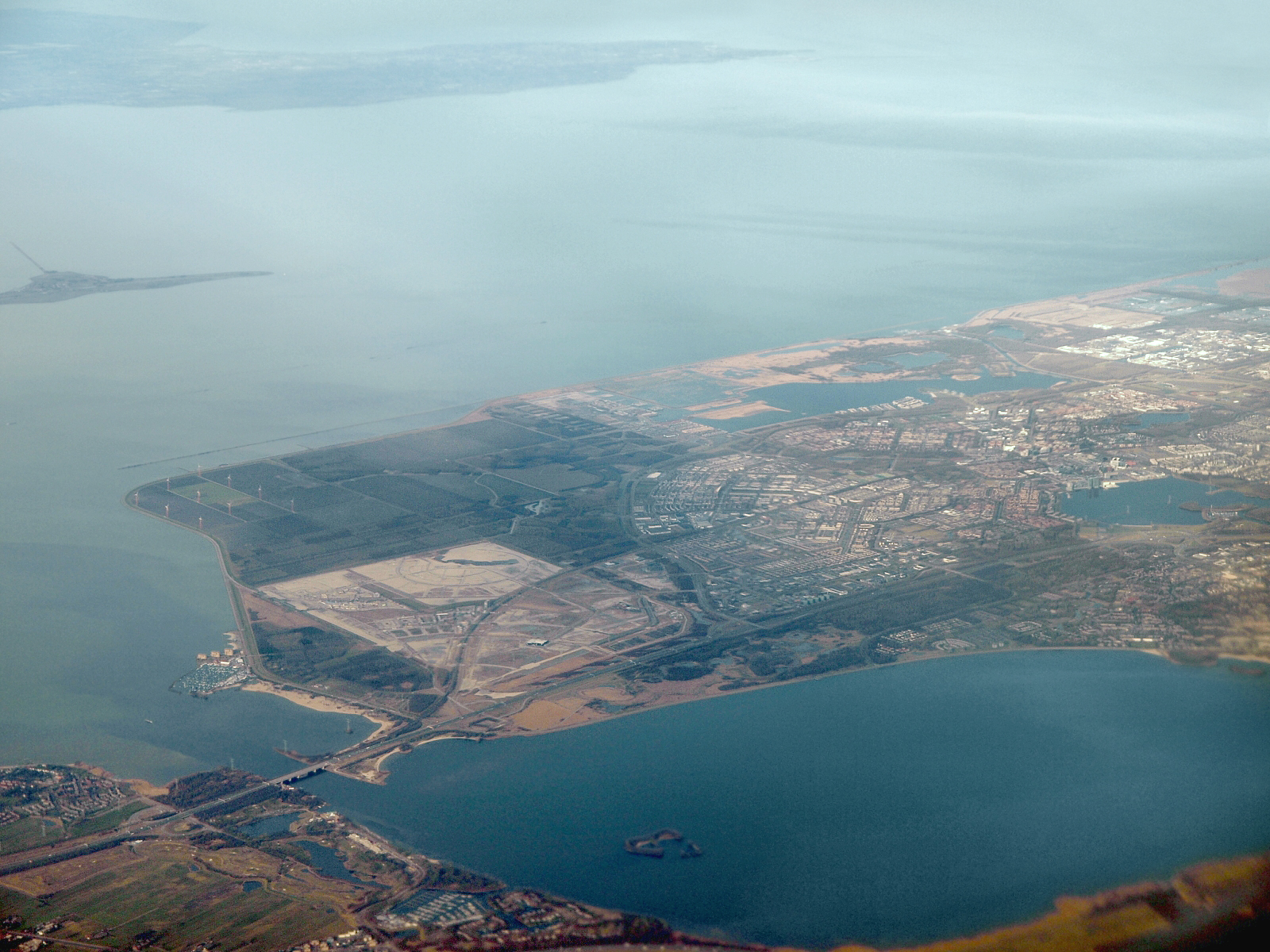
Hollandse Brug, Almere vanuit de lucht
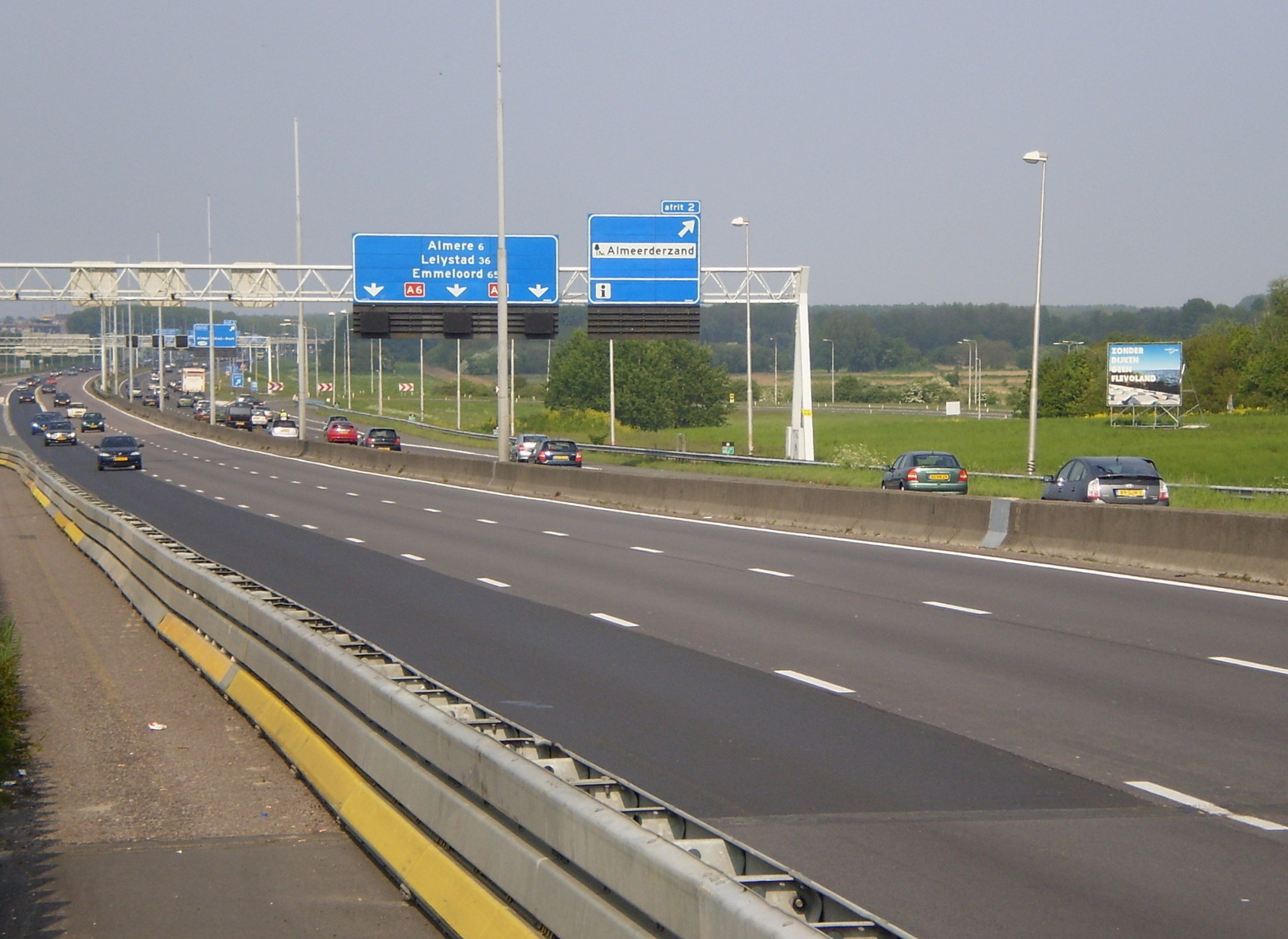
A6 vanaf de Hollandse Brug
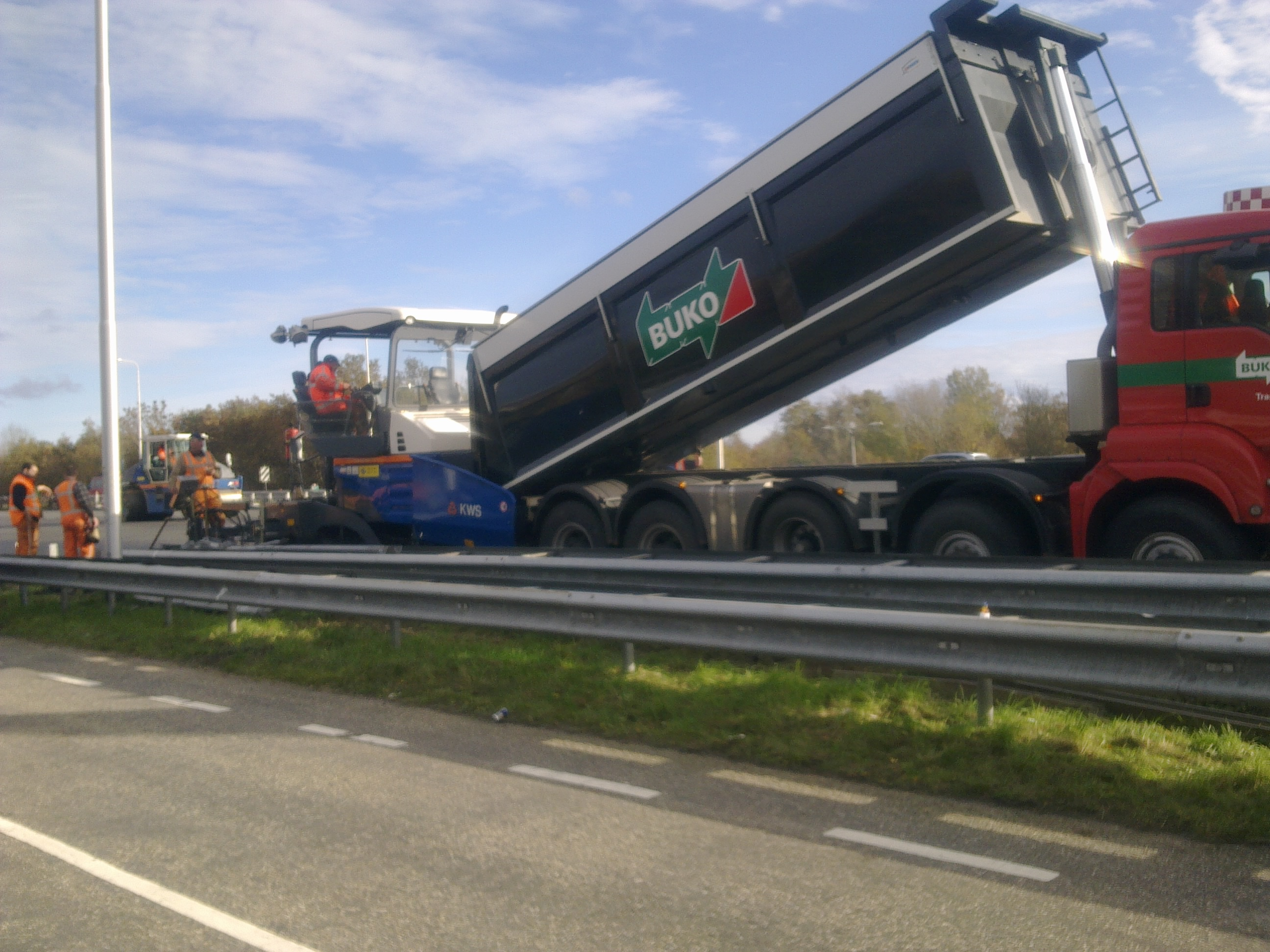
Werkzaamheden bij de Hollandse Brug in november 2010.

Richting Joure:
Lepelaar · 
Oeverwal · 
De Abt · 
Wellerzand · 
De Lanen
Richting Muiderberg:
De Wiel · 
Lemsterhop · 
Han Stijkel · 
Rivierduin · 
Aalscholver